# Mariano Álvarez de Castro
Mariano Álvarez de Castro (Granada, 8 de septiembre de 1749 – Figueras, Gerona, 22 de enero de 1810) fue un militar español, gobernador militar durante el sitio de Gerona por las tropas francesas durante la Guerra de la Independencia española.

## Biografía

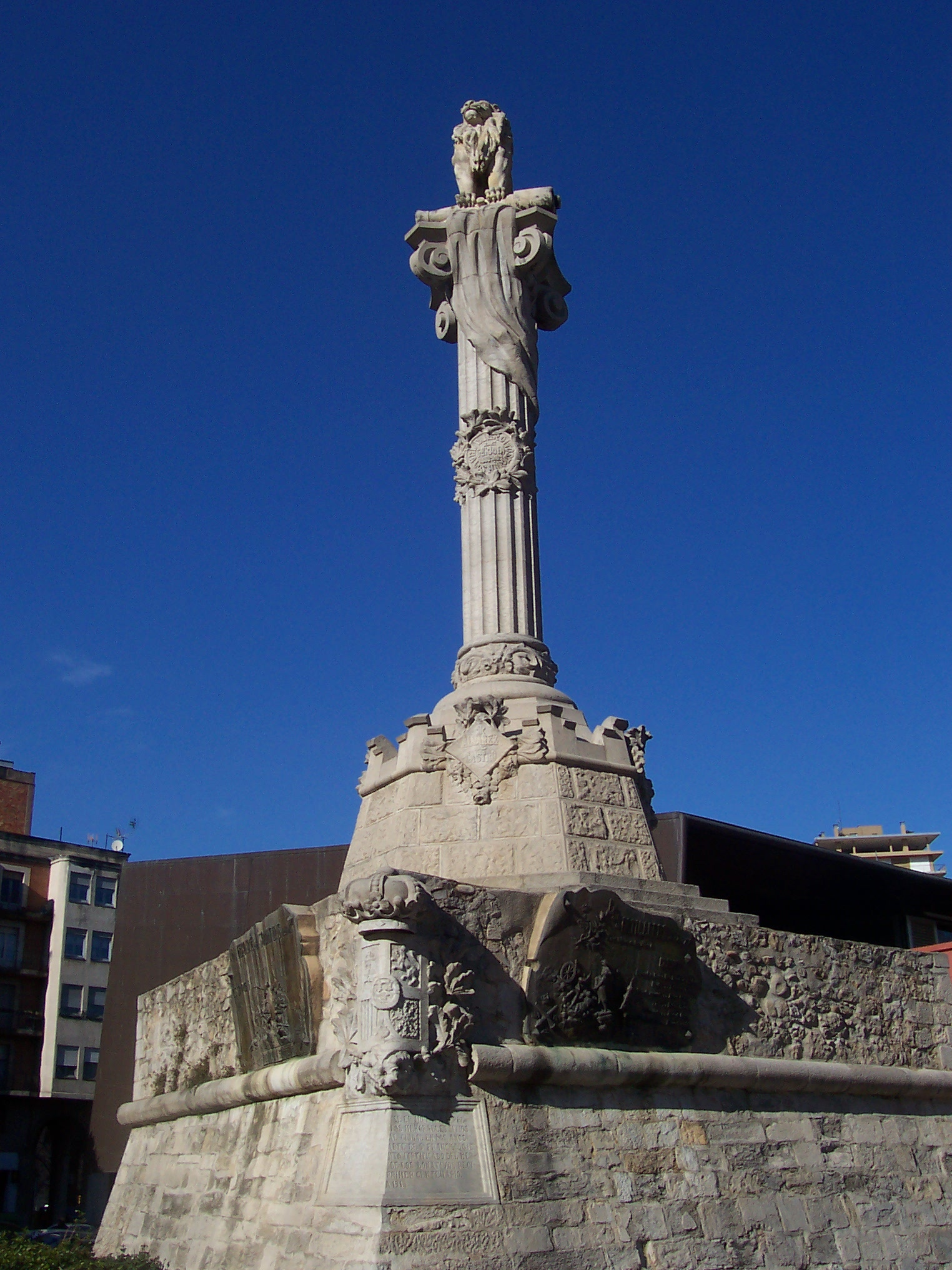
Monumento a los defensores de Gerona conocido como «El Lleó».

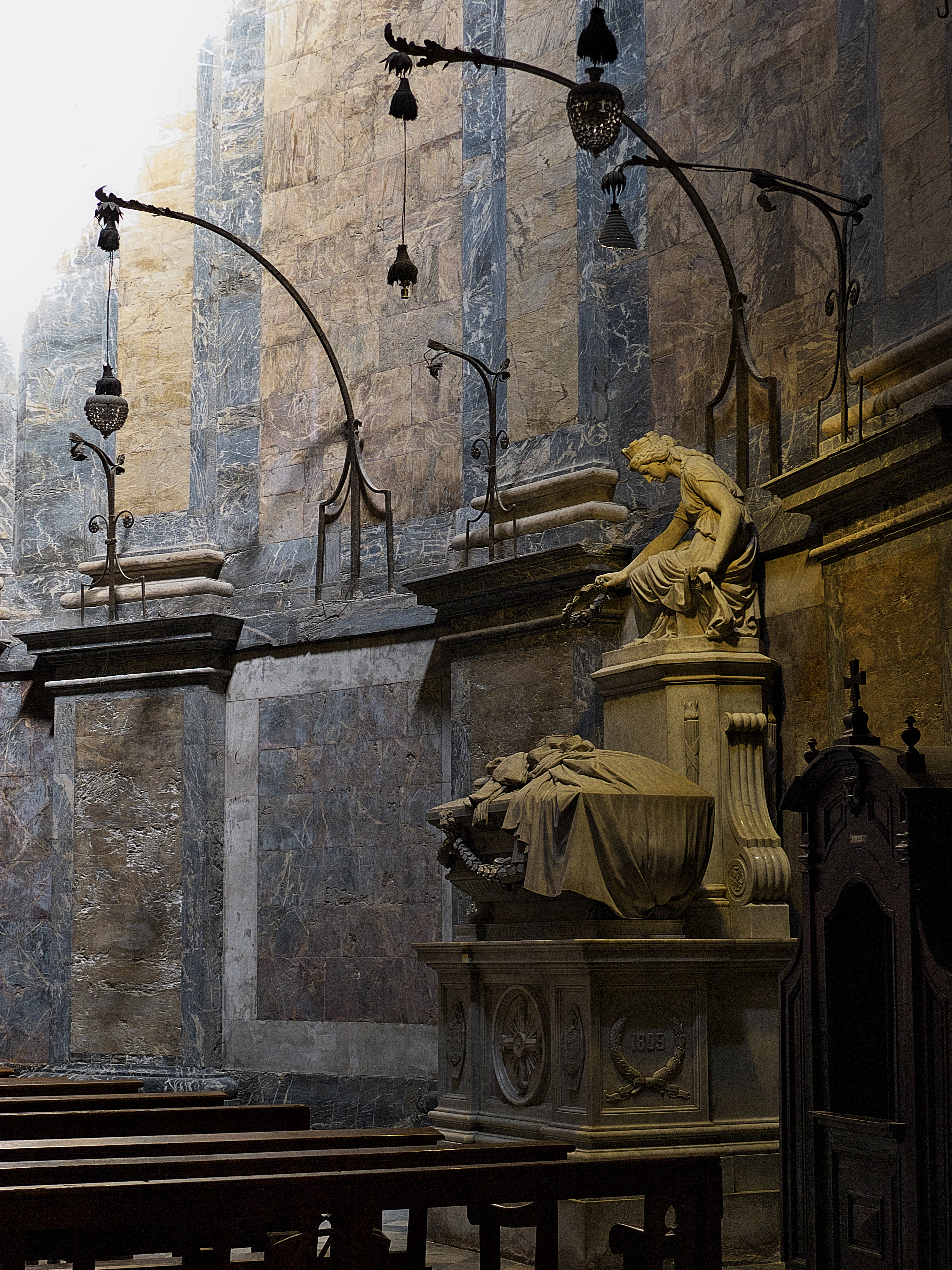
Iglesia de San Félix (Gerona). Sepulcro

Nació el 8 de septiembre de 1749 en Granada, en cuya iglesia de Nuestra Señora de las Angustias fue bautizado el 14 del mismo mes, aunque su familia era procedente de El Burgo de Osma. Ingresó muy joven en el ejército, y participó como oficial de Guardias en el sitio de Gibraltar, en 1787. Ascendió a coronel (1793), y tomó parte en la guerra del Rosellón y participó en las siguientes acciones: bloqueo del Castillo de los Baños, batalla de Mas Deu, toma de Elna, ataque a Perpiñán, ataque de Ribas Altas, batalla de Truillás y de Santa Coloma, ocupación de Bañulls de los Aspres (donde resultó herido) y sitio de Collioure.
En 1795 fue ascendido a brigadier.
Participó en la guerra de las Naranjas (1801), y en la ocupación de Elvas y Villaviciosa.
En 1808 siendo gobernador militar del castillo de Montjuic de Barcelona se negó a entregarlo a los franceses cuando entraron en la ciudad; sólo lo hizo, y con protestas, conminado por el capitán general de Cataluña, tras ello huyó de la ciudad condal para unirse al ejército español, ya iniciada la Guerra de la Independencia.
Al año siguiente fue nombrado gobernador militar de Gerona ciudad que ya había sufrido dos asedios, sin éxito unos meses antes, ya con el rango de mariscal de campo (abril de 1809). A principios de mayo de 1809, los franceses empezaron a ocupar los pueblos de los alrededores. Álvarez de Castro, ante un sitio que se preveía largo y duro, preparó la ciudad para la defensa haciendo acopio de municiones y víveres. Al mes siguiente, el general Saint-Cyr, al frente de 18 000 hombres, se presentó ante los muros de Gerona, que sólo disponía de unos 5600 soldados. Ante el inminente cerco, el gobernador publicó un breve bando: 

Será pasado por las armas el que profiera la voz de capitular o de rendirse.

El general francés le envió un parlamentario indicándole que se rindiera, al que Álvarez respondió que, no queriendo tratos con los enemigos de su patria, recibiría a cañonazos a cuantos parlamentarios le enviasen.[cita requerida]
El sitio de Gerona duró siete meses. En agosto, los franceses tomaron el castillo de Montjuic (no confundir con su homónimo de Barcelona) la principal defensa de la ciudad cuando ya habían perecido las dos terceras partes de sus defensores. Álvarez de Castro se negó a claudicar; ordenó construir barricadas y trincheras en el interior de la ciudad. A pesar del hambre y de las enfermedades que diezmaban la población, siguió rechazando todas las ofertas de capitulación, hasta que en diciembre, agotado físicamente y enfermo, entregó el mando al brigadier Juan Bolívar. Dos días después, el 10 de diciembre, la plaza capitulaba. Entre soldados y civiles, habían perecido unos 10 000 gerundenses.
Los vencedores no trataron demasiado bien al defensor de Gerona. A pesar de su delicado estado de salud, lo deportaron prisionero a Perpiñán, desde donde lo volvieron a trasladar al castillo de Figueras en el cual murió el 22 de enero de 1810. Una vez preso en San Fernando, los franceses impedían dormir a Álvarez de Castro. La tradición francesa cuenta que si una persona enferma cierra los ojos nunca los vuelve a abrir, y a fin de evitar su muerte, los franceses dejaban caer gotas de agua sobre su frente como Tortura y con agujas le pinchaban entre la uña y la carne de los dedos para mantenerlo despierto. Incapaz de soportar el sufrimiento, Álvarez de Castro pidió a otro recluso que sostuviese un puntal justo debajo de su mandíbula y una vez puesto claudicó la cabeza. De esta forma la punta se hundió en el cuello de Álvarez de Castro y puso fin a su vida.
El temple y tenacidad de este general se muestra en la anécdota transcrita por el teniente Federico de Yranzo y Loygorri en su pequeña obra Estampas del sitio y toma de Tarragona por los franceses. Cuenta que, siendo alférez Álvarez de Castro, en 1779 asistió a los oficios religiosos en la catedral de Burgo de Osma, donde pretendió sentarse en las sillas del coro. Por orden del obispo le hicieron levantar, con la consiguiente vergüenza, por ser asientos reservados para caballeros de las órdenes militares. En respuesta se desplazó a Madrid para obtener el hábito de Santiago y regresar, al año siguiente, a la catedral con el objeto de sentarse de nuevo en las cátedras del coro. El obispo pretendió otra vez expulsarlo, pero él, mostrando la cruz de Santiago que llevaba sobre el pecho, se arrellanó cómodamente en la silla respondiendo: «Manifestad a S. I., con el debido respeto, que el viaje que he tenido que hacer a Madrid para obtener esta cruz me ha dejado sin fuerzas para levantarme este año... como me levanté en el pasado».